# قائمة الموسوعات
- قائمة الموسوعات على الانترنت
- قائمة الموسوعات العربية
- قائمة الموسوعات التاريخية